# Mimela mirai
Mimela mirai är en skalbaggsart som beskrevs av Yuiti Wada 2001. Mimela mirai ingår i släktet Mimela och familjen Rutelidae. Inga underarter finns listade i Catalogue of Life.